# Bindi Irwin
Bindi Sue Irwin (n. 24 iulie 1998, Buderim⁠(d), Queensland, Australia) este o actriță, personalitate TV, model și cântăreață de origine australiană, singura fiică a naturalistului Steve Irwin și a soției sale Terri Irwin, fondatoarea grădinii zoologice australiene. Fratele ei, Robert Irwin, este de asemenea o personalitate TV, precum și fotograf. Bindi Irwin este cunoscută și pentru faptul că a câștigat concursul „Dancing with the stars” (SUA, sezonul 21)

## Copilăria
Bindi Irwin s-a născut în Buderim, Queensland. Numele îl are după crocodilul preferat al tatălui ei, prenumele îl are după câinele pierdut al familiei. De asemenea Bindi, conform spuselor tatălui ei, înseamnă fată tânără.
A început să apară la emisiuni TV de la vârsta de 2 ani. A apărut regulat în emisiunile tatălui ei, precum "The Crocodile Hunter Diaries" și filmul lansat în 2002 "The Wiggles".
A studiat acasă până în 2014 când a aplicat la TAFE Queensland East Coast. A obținut certificare de ordin III în afaceri iar momentan studiază pentru certificarea de gradul III în turism.

## Cariera
Irwin a fost prezentatorul unei emisiuni de 26 de părți despre viața naturală intitulată "Bindi the Jungle Girl".
Când Bindi avea doar câțiva ani, bunica ei, Lyn Irwin, a murit într-un accident de mașină pe 11 februarie 2000. Bob has since remarried Judy Irwin. Tatăl lui Bindi, Steve Irwin, a fost ucis de o pisică de mare otrăvitoare pe 4 septembrie 2006, în timp ce filma recifurile oceanice ca parte dintr-un documentar. Bindi Irwin și mama ei au anunțat că vor să continue opera lui Steve atât în munca de conservare cât și cea TV.
Pe 20 septembrie 2006, Bindi Irwin a fost ovaționată pentru aducerea unui elogiu tatălui ei în fața unei mulțimi de 5.000 de persoane precum și în fața unei audiențe TV de peste 300 de milioane.